# Neoplasta femoralis
Neoplasta femoralis är en tvåvingeart som beskrevs av Mario Bezzi 1909. Neoplasta femoralis ingår i släktet Neoplasta och familjen dansflugor. Inga underarter finns listade i Catalogue of Life.